# Jonathan Livingston le goéland
Pour le film, voir Jonathan Livingston le goéland (film).
Pour les articles homonymes, voir Livingston et Jonathan le Goéland (homonymie).
Jonathan Livingston le goéland (titre original : Livingston Seagull – A Story) est une œuvre de Richard Bach, ancien pilote de l’armée de l’air américaine. Le livre est illustré de photos de goélands prises par Russell Munson. Publié en 1970 aux États-Unis après avoir été rejeté par 18 grands éditeurs, il a été traduit en français par Pierre Clostermann et publié en France en 1973 par Flammarion. Il est régulièrement réédité depuis, y compris en livre de poche.
Il s'agit de l'histoire métaphorique et allégorique d'un jeune goéland que l'amour du vol entraîne dans une quête d'absolu. Clostermann compare le livre au Petit Prince de Saint-Exupéry et à The Snow Goose (en) de Paul Gallico, tous trois écrits par des aviateurs.
Une adaptation cinématographique ainsi qu'un ballet ont été tirés de l'œuvre originale et elle a fait l'objet de plusieurs parodies (romans et dessin animé).
L'édition américaine du Reader's Digest l'a publié en livre condensé.

## Résumé
La passion du vol entraîne le jeune Jonathan à transgresser tous les interdits, et surtout les lois du Clan. 
Cela va le conduire à mener une existence extraordinaire où les périodes sombres alternent avec les matins où « l’or d'un soleil tout neuf tremblait sur les rides d'une mer paisible ».

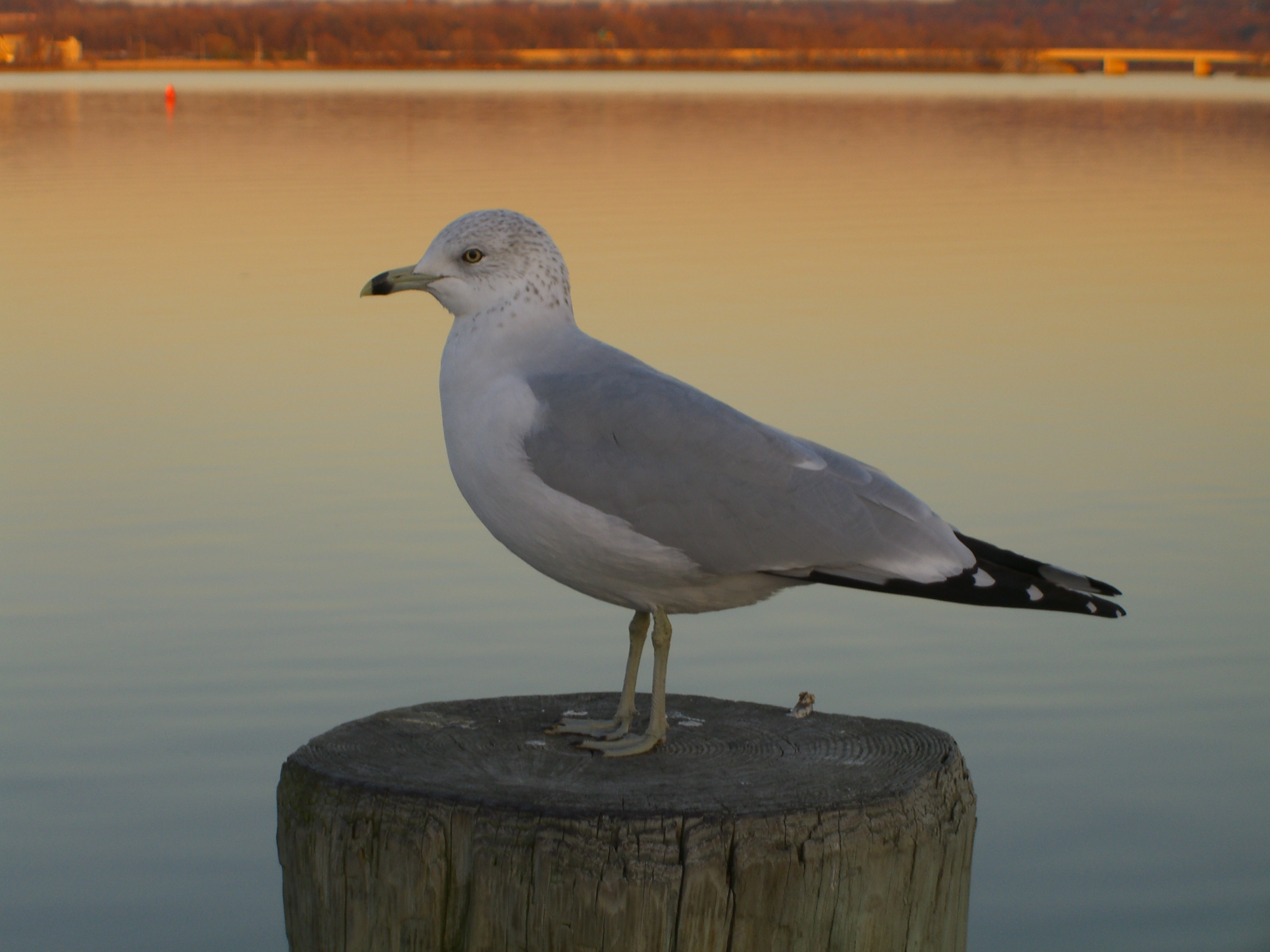

## Préface
La préface de la version française est l’œuvre du traducteur. Elle reprend toutefois un passage significatif d’un précédent livre de Richard Bach « Stranger to the Ground », traduit en français par "Mission de nuit sur la France" (1964).

## Dédicace
La dédicace originale est : « To the real Jonathan Seagull who lives within us all. », ce qui signifie : « À ce Jonathan le Goéland qui sommeille en chacun de nous. »

## Le récit
Le contenu du livre est relativement court (87 pages dont 41 sont de photographies) et est subdivisé en trois chapitres intitulés simplement « Première partie », « Deuxième partie » et « Troisième partie ». Ces trois parties correspondent aux trois étapes de la vie du héros.

## Première partie

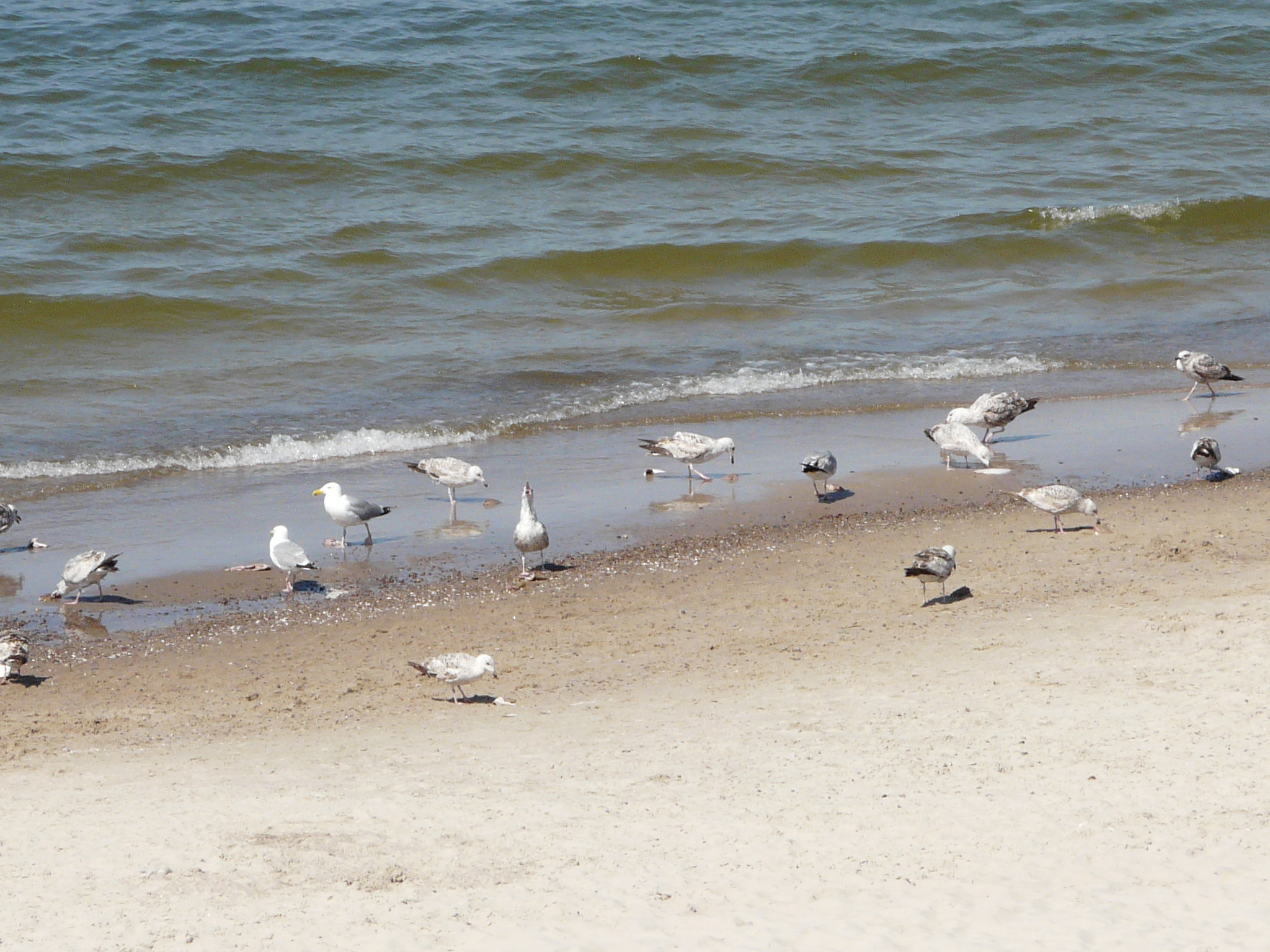

Le jeune Jonathan n'est pas un goéland comme les autres, il ne se contente pas de voler pour manger, non… il aime voler pour voler, c'est sa passion. Il cherche toujours à améliorer ses performances, parfaire son "assiette" de vol, battre son propre record d'altitude puis de vitesse en piqué, au mépris et à l'indignation de son entourage qui l'incite à rester dans le chemin conforme, à se comporter comme tout goéland qui se respecte : ne prendre les airs que pour se nourrir. Si on naît goéland on doit mourir goéland conformément à l'indiscutable loi des goélands. Jonathan n'accepte pas que rester goéland puisse de façon inéluctable impliquer de devoir rester limité toute sa vie à sa condition de goéland commun, semblable, conforme, fidèle à un stéréotype. Il exhorte ses semblables à cesser de se contenter de vivre pour manger, mais ses semblables ne comprennent pas, et surtout ils craignent le poids des lois et des traditions. Jonathan, lui, veut connaître tout ce qu'un goéland peut connaître, veut dépasser les limites établies non pas par l'espèce (ces lois-là sont celles de la nature)… mais établies par la loi, par l'autorité, par la tradition. Pour continuer à vivre pleinement son envie de trouver les limites et les dépasser, Jonathan doit poursuivre sa quête en solitaire. Rejeté par l'assemblée des Goélands pour cause de "mauvais exemple" mettant en danger la loi et la tradition, il est banni du Clan à perpétuité. Qu'importe ! Jonathan a la certitude que les traditions sont faites pour être perpétuellement mises à l'épreuve par la connaissance personnelle, pour être sans cesse remises en question par l'expérience à l'opposé des croyances et des dogmes, quitte à vivre seul. Un soir deux magnifiques goélands "purs comme la lumière des étoiles" l’invitent à les suivre.

## Deuxième partie

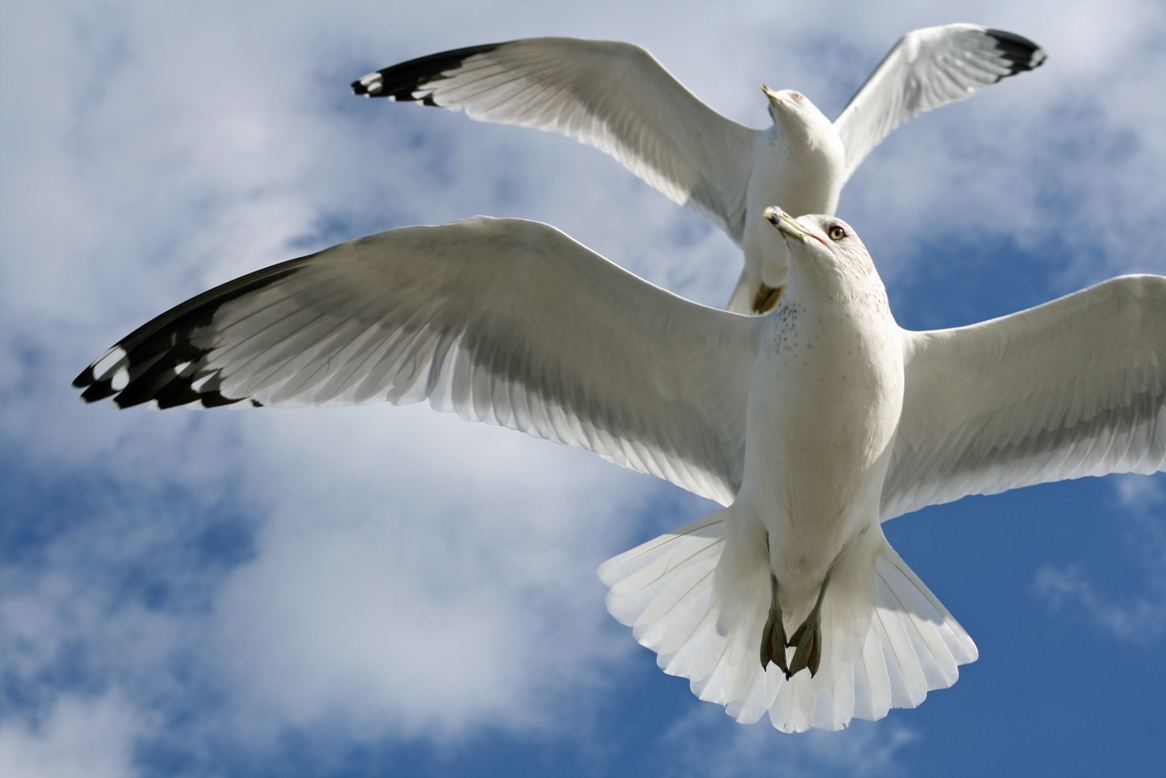

« C’est donc cela, le Paradis… » se dit Jonathan en arrivant dans cet autre monde. Mais ici, tous les goélands, bien que peu nombreux, comme lui adorent voler. Sullivan, son instructeur, son ami, l’aide à parfaire sa technique dans tous les domaines du vol. Chiang, l’Ancien, le sage, lui enseigne à voler par la pensée, le vol instantané. Mais Chiang lui enseigne surtout à aimer ses semblables. Quand Chiang décide de les quitter, avant de partir, sa recommandation ultime sera : « Jonathan – et ce furent là ses dernières paroles –, continue à étudier l’Amour ! ». Ce sera cet amour pour ses semblables qui poussera Jonathan à retourner sur terre, malgré l’avis défavorable de son ami Sullivan. « Tu connais le proverbe et il est véridique, lui dit-il : Le Goéland voit le plus loin qui vole le plus haut »

## Troisième partie

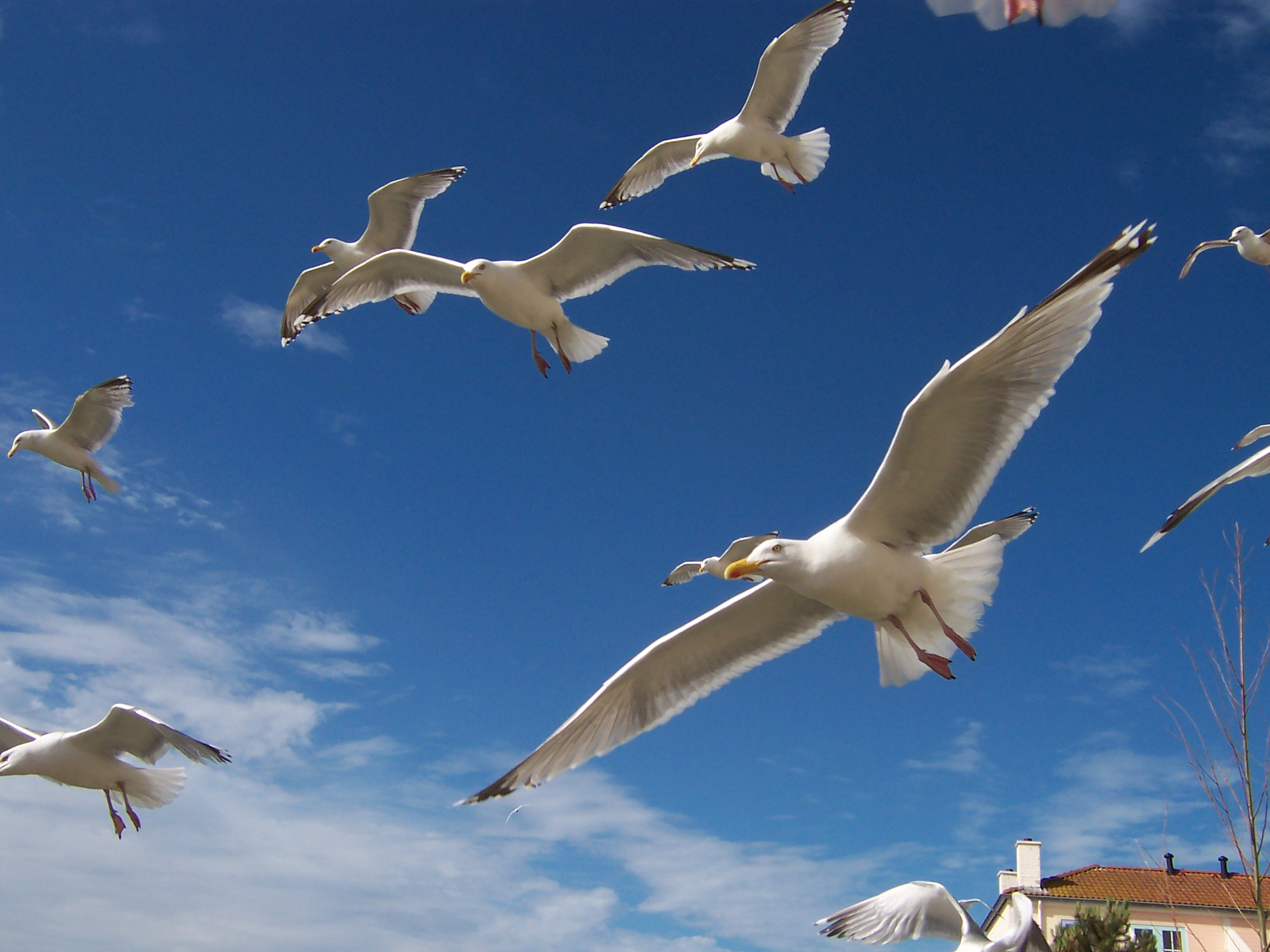

De retour sur terre, Jonathan rencontre son premier futur élève, Fletcher Lynd le Goéland, fraîchement exclu par le Clan. Trois mois après, il a six élèves de plus, tous des exclus. Bientôt Jonathan et ses élèves osent transgresser la loi du Clan qui veut qu’un exclu n’y retourne jamais. Dans le Clan, les plus jeunes, malgré la menace de l’Ancien, commencent à former un cercle de curieux autour de Jonathan et de ses élèves. Peu à peu, ce cercle s’agrandit en nombre en même temps qu’il se resserre en distance. Ce sera Terrence Lowell le Goéland le premier à franchir la ligne de démarcation, bientôt suivi de Kirk Mynard le Goéland. Ce dernier, avec son aile paralysée, implore Jonathan de lui apprendre à voler. Jonathan lui répond simplement qu’il est libre de voler s’il le désire vraiment. Et Kirk Mynard le Goéland, sans effort apparent, s’envole dans la nuit noire et de s’époumoner en criant « Je vole ! Écoutez tous !  Je vole !…. ». Un jour pourtant, Fletcher, pour éviter un oisillon à son premier vol, s’écrase contre un bloc de granit. Jonathan lui rappelle alors que «…le corps n’est rien d’autre qu’un effet de la pensée », et devant la menace du Clan qui les traite de démons et veut les tuer, les deux amis s’envolent vers d’autres lieux où ils reprennent leur rôle d’instructeurs. Ce chapitre, et le livre, se terminent par la transmission du rôle de guide de Jonathan à Fletcher, qui à son tour, s’engage sur la voie de l’amour et de la sagesse.

## La philosophie
Le message que Richard Bach a souhaité faire passer se résumerait en deux phrases : Exigez la liberté comme un droit, soyez ce que vous voulez être, et le Paradis n'est pas un lieu où tu peux te rendre; non, le Paradis, c'est la perfection en toute chose.
Mais cette histoire d'à peine quarante pages a eu une portée bien plus importante. Beaucoup de formateurs en développement personnel recommandent sa lecture. 
Ce type de métaphore ne va pas sans trouver d'écho dans l'anticonformisme, ainsi dans le courant de pensée prônant la recherche d'identité individuelle. Mais ce qui apparaît de manière très nette est une forte exigence de perfectionnement que l'on retrouve dans le parcours philosophique de celui qui sort de la caverne, dans la célèbre allégorie du Livre VII de La République, de Platon.

## Autres messages philosophiques (extraits des dialogues et des monologues)
- « Mille années durant, nous avons joué des ailes et du bec pour ramasser des têtes de poisson, mais désormais nous avons une raison de vivre : apprendre, découvrir, être libres ! »[13]
- « Nous sommes libres d'aller où bon nous semble et d'être ce que nous sommes »[14]
- « Tu es libre d'être à l'instant toi-même, vraiment toi-même, et rien ne saurait t'en empêcher. »[15]
- « Tu n’aimes ni la haine, ni le mal, c’est évident. Il faut t’efforcer à voir le Goéland véritable –  celui qui est bon – en chacun de tes semblables et à les aider à le découvrir en eux-mêmes. »[16]
- « Ne les laisse pas répandre sur mon compte des bruits absurdes ou faire de moi un dieu. […] Tu sais, je ne suis qu'un goéland qui aime voler, pas plus… »[17]
- « Pour voler à la vitesse de la pensée vers tout lieu existant, il te faut commencer par être convaincu que tu es déjà arrivé à destination. »

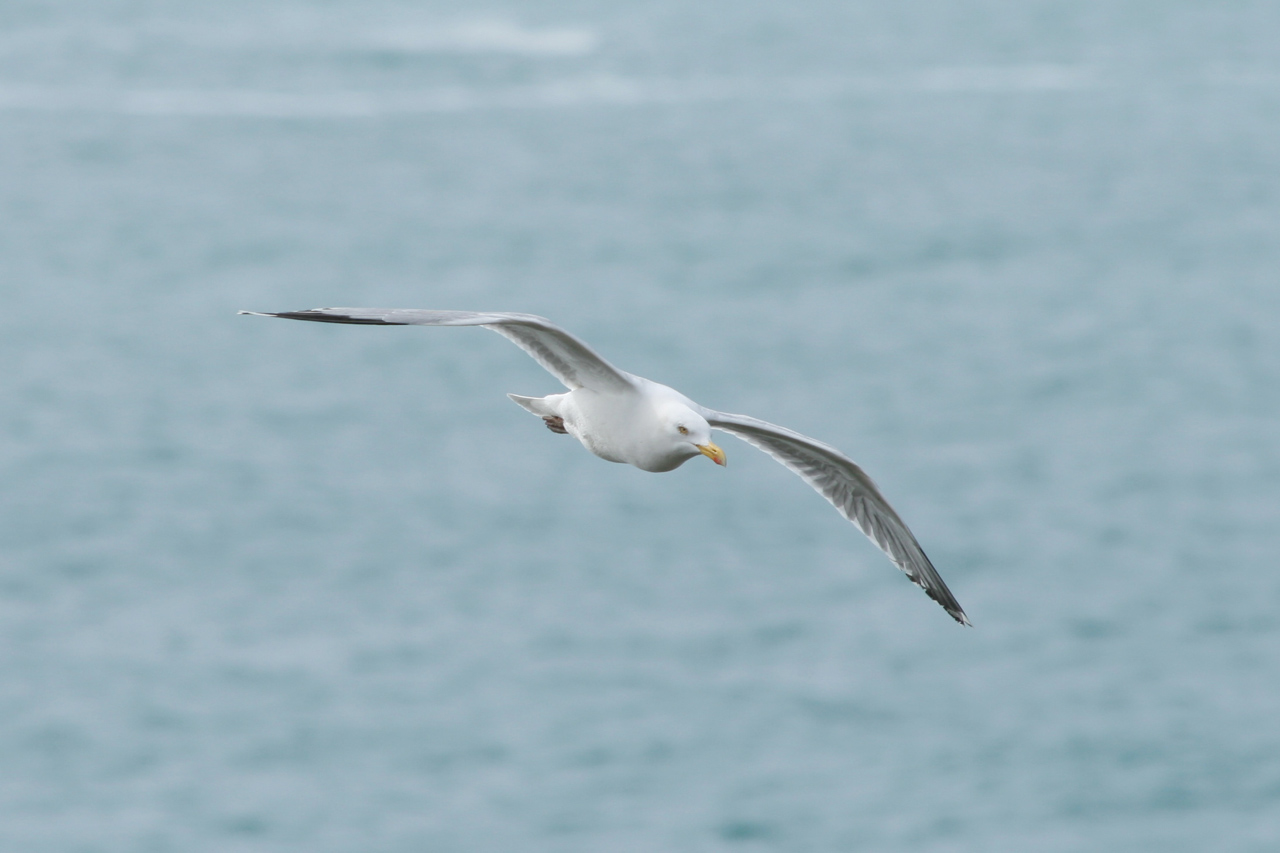

## Influences
Un film est né de cette œuvre en 1973. Hall Bartlett l'a réalisé, Neil Diamond en a écrit et interprété la composition musicale et vocale. Cette œuvre cinématographique est sortie en 1973 l'année même où le livre a été traduit en français par Pierre Clostermann, aviateur et écrivain comme l'auteur.
La chanson "Vu d'avion un soir" de Michel Delpech mentionne Jonathan : "Si un jour je dois prendre un maître, Ce sera Jonathan Le goéland Qui passe au-dessus du monde"

## Ventes
Livingston Seagull - A Story est publié pour la première fois aux États-Unis en 1970, après avoir été rejeté par 18 grands éditeurs. Il a été traduit en français par Pierre Clostermann et publié en France en 1973 par Flammarion sous le titre Jonathan Livingston le goéland. Il est régulièrement réédité depuis, y compris en livre de poche.
En 2021, avec 44 millions de ventes d'exemplaires connues, il était estimé qu'il s'agissait du 46e livre le plus vendu de l'Histoire, toutes langues et tous genres confondus, le plaçant juste après l'Odyssée d'Homère.